# Víctor Manuel (cantante)
Víctor Manuel San José Sánchez (Mieres, 7 de julio de 1947), más conocido simplemente como Víctor Manuel, es un cantautor, productor musical, productor de cine y director cinematográfico español, considerado junto a su esposa, la actriz y cantante Ana Belén, uno de los artistas más representativos de la transición española a la democracia. 
Sus canciones, que pretenden ser poemas musicalizados, hablan comúnmente de la vida rural, la libertad, el amor y la justicia, adentrándose de este modo en el género de la canción protesta o la trova surgidas en los años 60-70.
En 2022, fue galardonado con la Medalla de Oro al Mérito en las Bellas Artes que otorga el Ministerio de Cultura de España.

## Biografía

### Orígenes e inicios profesionales
Víctor Manuel nació el 7 de julio de 1947 en Mieres, hijo de Jesús, ferroviario, y Felicita, comerciante. Sus dos abuelos Víctor y Ángel influyeron en él (el segundo de ellos fue fusilado en Oviedo, España en 1941 tras la Guerra Civil). Su temprana vocación musical le llevó a imitar a Joselito y a aprender a tocar la armónica a los diez años. Precisamente interpretando el tema Campanera de Joselito ofrece su primera actuación escolar. Tiempo después recibe como regalo de Reyes una guitarra y a los doce años escribe su primera canción, Tendré tu amor. Durante estos años de infancia y juventud se presenta a diversos concursos locales de canción ligera. 
En 1963 se presentó al Primer Concurso de yo me llamo, celebrado en el Teatro Capitol de Mieres, como cantante e instrumentista, con su armónica. Lo hizo con el nombre artístico de San José y en el primer apartado consiguió llegar a la final, pero no pudo presentarse debido a un resfriado. Después de abandonar los estudios, pasó a ser el cantante de la orquesta Bossa Nova, trabajo por el que cobraba 175 pesetas al día. Al mismo tiempo fue seleccionado para jugar en el equipo juvenil de fútbol del Caudal Deportivo, pero se decantó por la música, aunque siempre ha sido un aficionado del fútbol.
En 1964 se trasladó a Madrid, donde estudió solfeo y piano con el maestro Nicolás y canto con Abanades. Participó en varios concursos y actuó en el Circo de los hermanos gascar en un homenaje a Antonio Molina y Paquera de Jerez. Participó en el programa de televisión Salto a la fama y, durante año y medio, cantó cada domingo en el programa concurso La nueva ola musical, presentado por el locutor Bobby Deglané.
En 1965 consiguió grabar sus primeros sencillos, que saldrían a la venta un año después. Lo hizo amadrinado por la poetisa Fina Calderón, quien escribió gran parte de esas canciones. Víctor escribiría alguna canción como Ninnete o Un gran hombre, dedicada al dictador Francisco Franco, aunque posteriormente tanto la temática de sus canciones como su ideología y su opinión sobre el dictador darían un vuelco radical.

### Primeros éxitos
En 1967, tras presentar en algunos festivales sus composiciones, llegan por fin sus primeros éxitos. En el Festival del Miño (Orense), su tema Lazos azules y rosas, que canta Paco Ruano, gana el primer premio. Lo mismo pasa en el Festival de Eo (Vegadeo) con Nada es igual, cantada por Cholo Juvacho. También participa en el Festival del Atlántico (Puerto de la Cruz), interpretando él mismo Un sombrero de paja, unas gafas de sol. Tras estas experiencias, considera que su futuro está en la composición más que en la interpretación.
En 1968, gracias al dinero ganado con los festivales del año anterior, sigue dedicándose a la composición, con temas más personales como El cobarde, El mendigo, El tren de madera o La romería, que decide interpretar ante los medios de comunicación, aunque solo acuden ocho personas, en un estudio que alquila en La Voz de Madrid. Allí le escucha Juan Canal, de la editorial Canciones del Mundo, quien habla con Augusto Algueró, que a su vez le consigue un contrato con la discográfica Philips.
Graba un sencillo, todavía con Belter, con El tren de madera y El cobarde, y se presenta con ellos de nuevo en el Festival del Atlántico, donde gustan mucho al público, pero no a las autoridades de Canarias, que consideran El cobarde como un tema antimilitar. En principio la canción resulta ganadora pero se repite la votación y gana otro tema. Además Víctor Manuel está a punto de ser detenido, pero un componente de Los Sabandeños, a quien había gustado El tren de madera, consigue evitarlo. Así se empieza a conocer el nombre de Víctor Manuel, aunque más por el revuelo armado que por sus canciones en sí. Ese mismo año comienza el servicio militar en Valladolid, en la aviación, donde alcanzó el rango de cabo.
En 1969 por fin va a consagrarse como artista, consiguiendo varios números uno. Mientras realiza el servicio militar, graba en los estudios del Casino de la Alianza de Poble Nou (Barcelona) un sencillo con los temas El mendigo y La romería, que sería su primer gran éxito. El 20 de octubre acaba el servicio militar. Publica un nuevo sencillo, con Paxarinos y El abuelo Vítor, canción, como La romería, que recuerda a su tierra y que se convertiría en uno de sus clásicos. El tema está dedicado a su abuelo, que fallece pocos meses después. Aparece por vez primera en televisión, en el programa Teleritmo de Televisión Española, lo que en esa época, al ser la única emisora, suponía ser visto por todo el país, y empieza a sonar fuerte su nombre. Participa en el III Festival de Villancicos Nuevos de Pamplona, que gana con En el portalín de piedra. Este tema, junto con Ya se escuchan las panderetas, son publicados en un nuevo sencillo.
Por fin, gracias al éxito obtenido, publica su primer disco de larga duración, Víctor Manuel, una recopilación de sus éxitos ya publicados como sencillos, que llega al número uno de ventas, y su nombre empieza sonar como candidato para representar a España en el Festival de la Canción de Eurovisión de 1970. A finales de año, en su primera salida fuera de España, recorre varios países de Europa con la Embajada Artística de TVE y RNE, donde sin previo aviso canta temas como La planta 14, cuyas letras no gustan a las autoridades que le acompañaban. Debido a esto y a los problemas que había tenido anteriormente con la censura, al final se descarta su participación en Eurovisión. Además es vetado en TVE.
En 1970, tras abandonar Belter, graba su primer disco con Philips, Quiero abrazarte tanto, con temas como el que da nombre al álbum, Carmina o María Coraje, cuyo éxito le lleva a su primera gira por Latinoamérica, debutando en México.
En 1971 edita su tercer álbum, Dame la mano, donde empieza el verdadero problema con la censura hasta que muere Franco. Tiene que reescribir muchas de las canciones, ya que en algunos títulos, como Por eso estoy aquí, deja patente su ideología de izquierdas.
Ese mismo año hace una gira por el norte de España que hoy puede resultar muy curiosa, ya que en ella actúa junto a Julio Iglesias. El propio Víctor Manuel ha desmentido varias veces que Julio fuera su telonero como muchas veces se ha dicho. Lo cierto es que se iban alternando el inicio de los conciertos. En La Coruña, les presentan a la actriz Ana Belén, que está representando la obra de teatro Sabor a miel, con la que inicia una relación sentimental que es dada a conocer por la prensa después del verano. A finales de año protagonizan juntos la película Morbo, dirigida por Gonzalo Suárez.

### Censura y exilio
En 1972 Víctor Manuel escribe Ravos, una comedia musical pensada para ser interpretada por él mismo en compañía de Ana Belén. La obra no recibe la aprobación de la censura, que además le sigue obligando a reescribir muchas de sus canciones y le impone multas por interpretar algunas de ellas en directo. 
Rueda su segunda película, el musical Al diablo, con amor, también dirigida por Suárez y también con Ana Belén, a la que dedica su Canción para Pilar. De la película, coproducida por Víctor, se edita la banda sonora en disco. El 13 de junio Víctor y Ana se casan en Gibraltar por lo civil.
Posteriormente viaja a Brasil, donde, representando a España, actúa junto a Nino Bravo el 16 de septiembre en el Festival Internacional de Río de Janeiro. Víctor interpreta el tema Qué pena. En noviembre estrena por fin Ravos, en el teatro Manolo Fábregas de Ciudad de México, aunque la obra solo permanece veinte días en cartel. El Ministerio de Información Español les acusa a él y a Ana Belén de ultrajar la bandera española. Son atacados duramente por los medios de comunicación, por lo que pasan seis meses exiliados. Durante su estancia en México, edita un disco con temas como No quiero ser militar o Carta de un minero a Manuel Llaneza. También en ese periodo se estrena en España Al diablo, con amor, que tiene que ser retirada de cartel cuando una banda de ultraderecha asalta el cine Montera de Madrid, donde se exhibe.
Ya en 1973 la pareja consigue aclarar con las autoridades españolas los problemas surgidos con Ravos y en marzo regresan a España, donde al llegar son interrogados en la Dirección General de Seguridad. Cabe destacar que una de las personas que desmintieron que ultrajaran la bandera fue Julio Iglesias. Cansado de la censura, Víctor decide hacer un disco con versiones de canciones populares asturianas, difícilmente censurables. Las adapta a su estilo y crea el disco Verde, producido por Juan Carlos Calderón. Trabaja también en el primer disco de Ana, Tierra.
Al año siguiente, 1974, saca el disco Todos tenemos un precio, con canciones como Qué pena y La alemana, empezando a normalizarse su situación, ya que la censura aplica el silencio administrativo tanto a las canciones del disco editado en México como a las de este último trabajo. El 18 de agosto, Ana y Víctor ofrecen su primer recital conjunto, en el Pabellón de Deportes de Gijón.
El 30 de enero de 1975, tras años de veto, vuelve a aparecer en las pantallas de TVE gracias a José María Íñigo, que lo invita a su programa Hoy, 14:15. Héctor Vázquez-Azpiri publica para la editorial Júcar, y dentro de su serie Los Juglares, la biografía de Víctor. Saca un álbum de urgencia, Cómicos, en apoyo de la huelga que los actores españoles protagonizan ese año.
El 20 de diciembre participa en el IX Festival de Villancicos Nuevos de Pamplona, junto a Amancio Prada, Luis Eduardo Aute, Rosa León y Luis Pastor entre otros. Canta tres canciones no permitidas, en una pide la amnistía y por ello pasa la noche detenido.
En 1976 publica dos discos. El primero es un directo grabado en el Teatro Monumental de Madrid. El segundo, de marcado contenido político y llamado Canto para todos, ofrece una cara con temas como Camaradas, Al compañero Orlando Martínez o Socialismo en libertad y la otra cara con temas cantados en asturiano, como Danza del cuélebre, Xiringüelu o Yeren dos guajes. Ese mismo año, tras haber recibido varios anónimos, y durante una estancia de la pareja en Cuba, un grupo de extrema derecha hace estallar una bomba en su casa de Torrelodones. El 13 de noviembre nace su hijo David.
En 1977 participa en muchos actos del Partido Comunista de España, del que es coordinador musical. Viaja a la República Democrática Alemana, donde graba Spanien, disco que nunca saldría en España, con temas como Nadie nos niegue el derecho, en el que pide la legalización del PCE, o Veremos a Dolores, dedicado a Dolores Ibárruri. Compone el himno del Partido Comunista para las elecciones generales de 1977. "Pon tu voto a trabajar". Publica en España el disco Cándido, con la banda sonora de una versión de la obra de teatro de Voltaire, para la que escribe la música. También compone este año las bandas sonoras de las películas La criatura, de Eloy de la Iglesia, y Las truchas, de José Luis García Sánchez.
En 1978 graba el disco 10, un trabajo muy politizado con textos suyos y de poetas como Blas de Otero o Celaya. También este año graba, en colaboración con el grupo asturiano Nuberu, Aida la fuente, canción mítica en la historia de Asturias, y Xuanín, l´home de la unidá, con música de Nuberu y letra de Manuel Asur, dedicada a Juan Muñiz Zapico, líder sindical de Comisiones Obreras muerto en accidente de automóvil el año anterior.
En 1982 dejó de militar en el Partido Comunista de España.

### Éxito masivo
En la carrera de Víctor Manuel, 1979 es un año clave. Vuelve al primer plano musical y consigue un gran éxito de ventas con el disco Soy un corazón tendido al sol, donde, sin dejar los temas políticos, demuestra ser un autor capaz de avanzar, de cantar a su tierra, al amor, a temas del mundo. Esto se produce después de su fichaje por la discográfica CBS que, tras adoptar una política de sacar jóvenes talentos y rescatar grandes cantantes, se entusiasma con las canciones que les propone Víctor. Tal es el caso del tema Solo pienso en ti, para muchos su obra maestra, basada en la relación entre dos jóvenes con discapacidad intelectual, que sube a lo más alto de las listas de éxitos. Con este disco y sobre todo con esta canción, tras unos elepés muy politizados que no tuvieron un gran éxito, el asturiano renació a los 32 años y recibió varios premios revelación, algo que no deja de ser curioso puesto que ya había conseguido varios números 1 durante toda la década. El disco fue grabado en Milán (Italia), con la producción de Danilo Vaona. 
En 1980 regresa a la ciudad italiana para grabar, también con la producción de Vaona, un nuevo disco, Luna, y da conciertos por toda España. Este nuevo disco incluye una canción pionera sobre homosexuales, Quién puso más, que se hace con el número uno. También escribe, en homenaje a Blas de Otero, Pido la paz y la palabra. Ese mismo año participa junto con Ana, Miguel Bosé, Eva y Mocedades en un disco infantil titulado Cosas de niños, producido por Juan Pardo en el que interpreta los temas El columpio, El sembrador (con Ana) y Negrito Sandía (con Eva).
Un año después sale Ay amor, de nuevo grabado en Milán y con el tema que da título al álbum, que se convierte en otro de sus clásicos.
En 1982 viaja a Londres para grabar el álbum Por el camino y cambia de productor para renovar su sonido, trabajando con Geoff Westley. Abandona el PCE descontento con la política que seguía. En 1983, durante las fiestas de San Isidro de Madrid, graban el disco en directo Víctor y Ana en vivo, en el Palacio de los Deportes. Ese año realiza varios conciertos en compañía de Rosa León. El 16 de septiembre de 1983 nace su hija Marina San José. Al año siguiente, tras viajar a Chile, Argentina y Brasil, graba en Londres, de nuevo con Westley, el disco El lanzador de cuchillos.
En 1985 publica En directo, grabado el 26 de marzo en el teatro de la Universidad Laboral de Gijón durante el único concierto que da ese año y que se emite por TVE al mes siguiente. Para la ocasión le acompañan en el escenario, además de Ana, Miguel Ríos, el grupo Beleño y la Orquesta Sinfónica del Principado de Asturias dirigida por su productor, Geoff Westley.
Éste 1985, Víctor Manuel, realiza para la C.B.S. la producción del disco "Al norte el norte" para la cantautora asturiana Lena Sánchez, que había sido descubierta recientemente por Daniel Rodríguez de Carmen, responsable de musicales de la F.M. de la cadena SER en Gijón. El álbum, con la participación de músicos notables como Antonio García de Diego; Alfredo Mahiques (Los Canarios); Stephen Frankevich; Mariano Díaz o Willy Fraza, no obtuvo la repercusión que se merecía la creativa cantautora asturiana.
Durante los meses siguientes, produce en Londres Querido Pablo, homenaje a Pablo Milanés con Joan Manuel Serrat, Luis Eduardo Aute, Ana Belén, Miguel Ríos, Amaya Uranga, Silvio Rodríguez, Chico Buarque, Mercedes Sosa y el propio Víctor. En la capital británica comienza también la grabación del siguiente disco de la pareja, Para la ternura siempre hay tiempo.
En 1986 se celebra en España un referéndum para decidir el ingreso del país en la estructura militar de la OTAN y Víctor y Ana hacen campaña por el no. En lo musical, sale el doble álbum Para la ternura siempre hay tiempo, integrado por dos partes: Para la ternura, de Ana, y Siempre hay tiempo, de Víctor, con algunos dúos. El más famoso de ellos es La puerta de Alcalá, tema compuesto por el grupo Suburbano, que se convierte en un éxito masivo. Es el disco más vendido del año, con más de 300.000 copias. Realizan una gira multitudinaria por toda España que comienza en el estadio de Mestalla de Valencia ante 40.000 espectadores. Varios meses después, y debido a que la discográfica prohíbe a Suburbano grabar La puerta de Alcalá, Víctor Manuel, Ana Belén y otros cantantes, se solidarizan con el grupo y abandonan CBS en señal de protesta. Para la Nochevieja de ese año, graba junto con Joaquín Sabina, Rosa León, Amaya Uranga, Miguel Ríos y Ana Belén, un programa especial titulado Cualquier tiempo pasado fue peor, en el que además de cantar temas propios, los partícipes estrenan una canción con el mismo nombre del programa, escrita por Sabina para la ocasión y publicada después.

### Productor cinematográfico
En 1987 empieza una nueva etapa como productor de cine, que se inicia con la película Divinas palabras. También crea su propia productora discográfica, Ion música, que venderá el producto acabado a una nueva discográfica, BMG Ariola (en la actualidad Sony BMG). Víctor y Ana realizan ese año una gira que es un éxito de público pero que, debido a su costosa producción, es un fracaso desde el punto de vista económico.
En 1988 saca el disco Qué te puedo dar, el primero de su nueva productora, grabado en Bolonia con un nuevo productor, Roberto Costa, buscando un nuevo cambio en su sonido. La canción La madre es una de las más estremecedoras letras del asturiano, sobre el mundo de la droga con la perspectiva de la madre de un drogodependiente. También narra la historia de un transexual en Como los monos de Gibraltar. Ese año recibe la Manzana de Oro, máxima distinción del Centro Asturiano de Madrid. El 25 de agosto la pareja comparte escenario con Rafael Alberti en un concierto ofrecido en Cádiz.
Continúa su faceta de productor cinematográfico con Bajarse al moro, de Fernando Colomo, y El vuelo de la paloma, de José Luis García Sánchez, que participa en la sección Panorama del Festival Internacional de Cine de Berlín.
En 1989 produce El mar y el tiempo, de Fernando Fernán Gómez, que gana el Gran Premio del Jurado del Festival Internacional de Cine de San Sebastián. En 1989 revisa y actualiza, con nuevos arreglos y producción de Roberto Costa, sus canciones de raíces asturianas enTiempo de cerezas (La Romería, Paxarinos, El abuelo Vítor, En el portalín de piedra...). Realiza una gira por ciudades y pueblos de su Asturias natal. El 8 de octubre participa en el concierto contra la droga Música para vivir, celebrado en el Estadio Olímpico de Montjuich (Barcelona). Cierra el recital, al que ha sido invitado por el grupo Mecano, y en el que también participan Los Rebeldes, Miguel Bosé, La Unión y Danza Invisible, interpretando La madre.
En 1990 tiene una gran éxito económico, aunque no de crítica, con la película Yo soy ésa, dirigida por Luis Sanz y protagonizada por Isabel Pantoja y José Coronado. Decidido a hacer este tipo de películas más comerciales, intenta llevar a cabo sendos trabajos frustrados con Mecano, Alejandro Sanz y el jugador de fútbol Emilio Butragueño.
En 1991 edita un nuevo disco, El delicado olor de las violetas. En lo cinematográfico, produce una nueva película para Isabel Pantoja, El día que nací yo, dirigida por Pedro Olea, y coproduce en Chile La frontera, de Ricardo Larrain, que gana el Oso de Plata en el Festival de Berlín. Al año siguiente sigue centrado en el cine, produciendo El marido perfecto, que Ana Belén rueda en Praga en compañía de Tim Roth bajo la dirección de Beda Docampo. Para José Sacristán produce Yo me bajo en la próxima, ¿y usted?.
En 1993 publica un nuevo disco, A donde irán los besos, y realiza junto con Ana una gira por España y América. Este año se rueda la última producción cinematográfica en la que participa, Tirano Banderas, protagonizada por Gian Maria Volonté y Ana Belén.

### Colaborando con otros artistas
En 1994 se publica uno de los proyectos discográficos más exitosos de la pareja, Mucho más que dos, disco grabado en el Palacio de Deportes de Gijón y en el que participan como invitados Joaquín Sabina, Joan Manuel Serrat, Pablo Milanés, Manolo Tena, Juan Echanove, Miguel Ríos y Antonio Flores. En el disco versionan canciones de sus invitados y estrenan Yo también nací en el 53, de Andrés Molina, y Contamíname, de Pedro Guerra, que gana un Premio Ondas y se convierte en otro de sus temas estrella. Posteriormente realizan dos giras multitudinarias que les llevan de España a Latinoamérica y Nueva York.
Un año después invita a Pablo Milanés a realizar una gira conjunta, En blanco y negro, con tres nuevas canciones: En blanco y negro, con letra de Sabina y música de Pablo y Víctor; Imágenes en blanco y negro, de Pedro Guerra; y Dos colores: blanco y negro, de Jorge Drexler. Además de cantar a dúo, intercambian canciones e interpretan Un ramito de violetas, de Cecilia. Producto de esta gira, que es suspendida a la mitad por enfermedad de Pablo Milanés, lanzan un disco homónimo.
En 1996 publica el disco Sin memoria, de nuevo con la producción de Geoff Westley. Pero este proyecto queda eclipsado por El gusto es nuestro, gira con Ana, Miguel Ríos y Serrat, que recorre toda España y luego América con un éxito arrollador, convirtiéndose en la gira con mayor asistencia de público realizada en España hasta ese momento. Con ella ganan el Premio Ondas a la Mejor Gira y editan un disco que vende medio millón de copias. Víctor escribe el libro Diario de ruta, con notas y anécdotas de la gira y de la carrera de los cuatro.
A principios de 1999 publica su disco Cada uno es como es, que produce junto con Antonio García de Diego, músico habitual de Joaquín Sabina que también ha colobarado asiduamente con Ana Belén y el propio Víctor. El trabajo incluye canciones como "Mujer de humo", "Vienen del sur" que trata sobre el tema de la inmigración, se atreve con un cha cha cha, dedicado a Ana, "Si ella no me quisiera", musica un poema del poeta argentino Atahualpa Yupanqui, "Tierra mía", y graba un tema escrito por tres fanes suyos, "Donde caben dos", del cual se graba un videoclip. Ese mismo año es invitado a grabar algunos de sus clásicos acompañado por la Orquesta Sinfónica del Principado de Asturias y el coro de la Fundación Príncipe de Asturias, dirigidos por Joan Albert Amargós, que se encarga también de los arreglos. El disco, Vivir para cantarlo, se graba el 14 de mayo en el Palacio de los Deportes de Gijón en un único concierto, y se publica a finales de año. Año en que se publica un disco conjunto de Ana Belén y Miguel Ríos "Cantan a Kurt Weill", cuya adaptación al español corre a cargo de Víctor.
En 2001 edita el disco El hijo del ferroviario, que vuelve a producir con Roberto Costa. En él cuenta con las colaboraciones de Hevia en A la mar fui por naranjas y de Sabina en María de las mareas. Es invitado a participar con Ana en los conciertos del 25 aniversario del diario El País. Después de siete años, la pareja realiza una nueva gira conjunta, Dos en la carretera, con gran éxito. El último de los conciertos, en la plaza de toros de Las Ventas, se publica en CD y DVD y cuenta con la presencia de Pedro Guerra, Fito Páez, Sabina, Serrat y Miguel Ríos como invitados. Participa con otros músicos españoles como Ismael Serrano, Serrat o Ketama en un proyecto titulado "Encuentros con La Habana", disco con el que se pretende recaudar dinero para las escuelas de música cubanas. Víctor vuelve a grabar para la ocasión una magnífica versión de "Canción pequeña".
El 7 de septiembre de 2002, con motivo del día de Asturias, participa en Oviedo en el Concierto de Asturias junto con Nuberu, Tejedor y Mari Luz Cristóbal, dirigidos por Ramón Prada. La grabación se recoge en un disco que solo sale en Asturias, y con el que el verano siguiente realiza una pequeña gira por la región y un concierto en el festival intercéltico de Lorient. Participa en un disco benéfico promovido or el programa La Rebotica  de la Cadena Cope, grabando de nuevo la canción "Para un niño", que dedicó a su hijo David, cuando Ana estaba embarazada de él. En esta ocasión, el propio David Sanjosé es quien se encarga de la producción. El disco se titula "Nanas, canciones de cuna. Música para ese niño diferente".
El año 2003 produce ...Entre todas las mujeres, disco homenaje a Joaquín Sabina, en el que cantan sus canciones voces femeninas como Chavela Vargas, Julieta Venegas, Niña Pastori, Olga Román y Ana Belén entre otras. 
A comienzos de 2004 publica un nuevo disco, El perro del garaje, producido con su hijo David San José. Con temas de actualidad como la guerra de Irak, la catástrofe del Prestige, el 11-S o las mujeres maltratadas. Sobre el tema de la violencia de género realiza también el corto El club de las mujeres muertas para la serie de cortos Hay motivo, estrenándose así como director. Este mismo año, como conmemoración del centenario de Pablo Neruda produce el disco Neruda en el corazón, en el que diversos artistas musican o cantan poemas del poeta chileno, poniéndole él mismo música al poema Plenos poderes, que interpreta. El trabajo se presenta en el ámbito del Fórum de las Culturas celebrado en Barcelona en un concierto celebrado en el Palau Sant Jordi, con la dirección escénica de Manuel Huerga y que es televisado a España y Latinoamérica. De julio a diciembre, Víctor realiza una gira por España y Latinoamérica.
En el año 2005 recibe el encargo de componer el himno del centenario del Real Sporting de Gijón, que se titularía "Puxa Sporting". Los aficionados lo reciben de forma desigual.
Ese mismo año comienza con Ana Belén la gira Una canción me trajo aquí, en la que repasan sus carreras con más de 60 canciones, algunas esbozadas y otras enteras, y durante la que estrenan tres temas nuevos, entre ellos el que da título a la gira, escrito por Jorge Drexler.  El 16 de septiembre se graba en el Teatro Romano de Mérida uno de los conciertos de la gira, que se pone a la venta en enero del año siguiente coincidiendo con la celebración de los 40 años desde que Víctor sacó sus primeros sencillos. El 25 de enero presentan la versión para teatro de la gira. En noviembre de 2007 se publica un cancionero completo de su obra musical llamado, al igual que su disco sinfónico, Vivir para cantarlo.
En el año 2007, colabora con La Gran Señora de la Canción, María Dolores Pradera, interpretando con ella su tema "No sé por qué te quiero", que fue incluido en su disco "En buena Compañía". 
En febrero de 2008 Víctor Manuel publica No hay nada mejor que escribir una canción. El cual presentó en compañía de Ana Belén en España y Latinoamérica, en una gira, llamada Tal para cual". También en 2008, con motivo del centenario del nacimiento del que fuera presidente de Chile Salvador Allende, se encargó de coordinar un concierto homenaje en Chile, titulado "Cien Años Mil Sueños" con cantantes de España y Latinoamérica. 
El 14 de febrero de 2009, comienza la gira "Vivir para cantarlo", con el sobrenombre "Biografía de las canciones", que le llevará por España y Latinoamérica, y donde hace un repaso a su carrera desde los años 60 hasta la actualidad, centrándose en lo que supone para él cada canción elegida.
En septiembre del mismo año, participa en el polémico concierto Paz sin fronteras, organizado por Juanes en La Habana
y que reunió a más de un millón de personas. Canta junto a Olga Tañón, Danny Rivera, Miguel Bosé, Luis Eduardo Aute, Juan Fernando Velasco, Jovanotti, Amaury Pérez, Silvio Rodríguez, Orishas, Carlos Varela, X Alfonso, Yerba Buena y Los Van Van. El concierto, por sus características tiene amplia repercusión en EE. UU. y Latinoamérica.
Es invitado junto a Ana Belén para cantar "Quiero abrazarte tanto" en el disco de Raphael "50 Aniversario".
El 20 de julio de 2010 pronuncia en el Conservatorio de Oviedo la conferencia inaugural de los Cursos de Verano 2010 de la Fundación Príncipe de Asturias, con el título "La música os hará libres" tratando de contagiar a los jóvenes alumnos su pasión por la música.
Escribe la banda sonora del documental "Desconectados" que dirige Manuel Gómez Pereira acerca del tratamiento de enfermos mentales con metodología asertiva que se lleva a cabo en el Hospital San Agustín (Avilés), y que es estrenado en el Festival de Cine de Málaga en el 2010.
La Fundación de Estudios Rurales reconoce sus aportaciones al conocimiento del trabajo en el medio rural entregándole la Medalla en la modalidad de Cultura y Artes el 23 de julio de 2010.

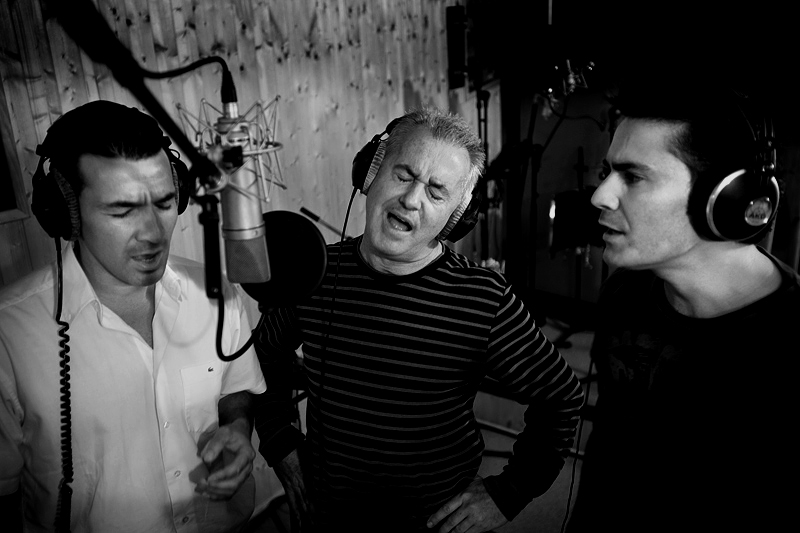
Tanea y Víctor Manuel en 2011

En 2011 recibe el "Amas de honor", galardón que se entrega en los Premios AMAS. En la ceremonia de entrega se le presenta como el posible embajador musical más prolífico y presente en la historia de Asturias. 
En septiembre de ese mismo año ofrece un concierto en el Centro Cultural Internacional Oscar Niemeyer, dentro de su gira "Vivir para cantarlo" iniciada en 2009. En el concierto le acompañan Ana Belén, Serrat, Miguel Ríos y Miguel Bosé y se graba para su publicación en doble CD y DVD. El 28 de febrero de 2012 sale a la luz el libro disco de dicha gira.
El 10 de julio de 2012, se une a otros artistas para apoyar la marcha minera en su paso por Aravaca. Cantando temas mineros y obreros como "El abuelo Vítor" y "Asturias".
A finales de noviembre de 2012, vuelve a colaborar con María Dolores Pradera, esta vez interpretando juntos la canción "Amarraditos" para el último disco de la cantante, titulado "Gracias a Vosotros". 
El día 4 de septiembre de 2013, el programa de la Televisión del Principado de Asturias "Sones", graba un concierto con canciones de Víctor, interpretadas por varios artistas asturianos y por él mismo. El programa se emite el día 8 del mismo mes con motivo del Día de Asturias. El concierto tiene lugar en el auditorio Teodoro Cuesta de Mieres.  Los participantes son Marisa Valle Roso, Silvia Suárez, Pablo Carrera, Berto Varillas, Michael Lee Wolfe, Pablo Cienfuegos, Fernando Valle Roso, Skanda, Filandón, Asturiana Mining Company, Coro Voces Blancas del Nalón, la Orquesta de Cámara de Siero y el propio Víctor Manuel. 
En 2014 se cumplen 50 años desde su traslado a Madrid, por lo que en enero de ese año, anuncia un concierto conmemorativo que tuvo lugar el 12 de septiembre en Oviedo, dentro de las fiestas de San Mateo. En dicho espectáculo, llamado "50 años no es nada" estuvo rodeado de amigos y compañeros como Joan Manuel Serrat ("El abuelo Vitor"), Estopa ("Soy un corazón tendido al sol"), El Gran Wyoming ("¡Déjame en paz!"), Miguel Poveda ("Asturias"), Rosendo ("Canción de la esperanza"), Luis Eduardo Aute ("Adónde irán los besos"), Pedro Guerra (Canción pequeña), Chus Pedro (Nuberu), Hevia y Marisa Valle Roso ("Danza del Cuélebre", "Por el camino" y "La planta 14"), Ismael Serrano ("Quiero abrazarte tanto"), Miguel Ríos ("Sólo pienso en ti"), Pablo Milanés ("Tu boca una nube blanca"), Soledad Giménez ("La madre"), Rozalén ("Luna") o Ana Belén ("Contamíname" y "La puerta de Alcalá") entre otros. Debido a que las entradas se agotaron rápidamente, el concierto se repitió el día siguiente.  En total, 22.000 personas presenciaron dichos conciertos, con más del 50% provenientes desde fuera del Principado de Asturias.  De este concierto, además se grabará un DVD que publicará el 18 de noviembre de 2014.

### Sociedad General de Autores y Editores (SGAE)
Además de por su obra, el cantante de Mieres se ha significado como decidido defensor de los intereses de los autores socios de la Sociedad General de Autores de España (SGAE), asociación sin ánimo de lucro habilitada al amparo de la Ley de Propiedad Intelectual, de la que él mismo forma parte y de cuya Junta Directiva ha sido miembro entre los años 2001 y 2007. Es considerado como futuro posible candidato a presidir la entidad. Así, se ha destacado por su activa defensa del canon por copia privada, una tasa aplicada a diversos medios y soportes susceptibles de ser usados para copiar información, independientemente de cuál sea su uso final, y que es recaudada por una entidad privada (la propia SGAE) para ser repartida entre sus socios, y no de manera equitativa, como se ha mencionado y comprobado en varias ocasiones. Entre otras actuaciones, cabe mencionar el viaje a Bruselas junto a otros artistas, para presionar a la Comisión Europea en el mantenimiento del referido canon.

### Apoyo al asturiano
En 2008 se adhirió a la campaña Doi la cara pola oficialidá, en favor del reconocimiento del asturiano como lengua cooficial de Asturias. Este apoyo manifiesto supuso un cambio respecto a declaraciones previas en las que mostraba su reticencia a otorgar dicho estatus a la lengua asturiana.

### Nuevos proyectos
En noviembre de 2014 se anuncia que el concierto "50 años no es nada" se presentará en el Palacio de los Deportes de la Comunidad de Madrid en febrero de 2015. También se informa de que para la primavera de 2015 se publicará un nuevo disco de versiones de cantautores de otros países como José Alfredo, Caetano Veloso o Rubén Blades, titulado "Canciones regaladas". Dicho disco, conjunto de Víctor Manuel y Ana Belén, es el primer trabajo de estudio que publican desde que en 1986 saliera "Para la ternura siempre hay tiempo" con la mítica "La Puerta de Alcalá". Tras la publicación del disco en abril de 2015, Ana Belén y Víctor Manuel inician una gira conjunta para presentar el trabajo "Canciones Regaladas" por España y América.
En junio de 2016, con un concierto celebrado en Gijón, pone el colofón a la gira "50 años no es nada", iniciada casi 2 años antes también en Asturias, Oviedo, con la que celebraba su medio siglo de carrera musical,repasando sus grandes éxitos en varios conciertos masivos celebrados en Madrid, Barcelona, etc. Para esa fecha ya se había anunciado la celebración de un concierto, al que siguieron varios más en una nueva gira, para conmemorar el 20 aniversario de la mítica gira "El gusto es nuestro", junto a Ana Belén,Serrat y Miguel Ríos. Dicha gira recorrerá ciudades como Madrid, Barcelona, Granada, Valencia o Zaragoza, desde junio a octubre de 2016. El 21 de octubre de 2016 sale a la venta el doble CD y DVD que recoge el concierto celebrado el 15 de junio en el Barklaycard Center de Madrid.
A principios de 2017 participa en el disco colectivo "Los tambores hablan", producido por su hijo David Sanjosé y la cantautora alicantina Inma Serrano. Se trata de un proyecto donde participan 21 artistas en 11 canciones de temática africana, destinado a obtener fondos para la cooperación en el continente africano. Las letras son del hermano marita Aureliano García Manzanal, de la ONGD SED, y las músicas de artistas como Pedro Guerra, Tontxu, Antonio Carmona (ex Ketama)... Es un lujo de disco con una finalidad, además, solidaria.
http://www.sed-ongd.org/presentacion-los-tambores-hablan-en-la-sgae/
A finales 2017, 75 aniversario de la muerte de Miguel Hernández,participa junto con Buika, José Mercé, Sole Giménez, Aziza Brahim, Miguel Ríos, Mayte Martin, Ana Corbel, Silvio Rodríguez y Serrat, además de Paco Ortega que produce el disco, en un homenaje al poeta de Orihuela. Un proyecto del Área de Cultura de la Diputación de Jaén (poseedora del legado del poeta) en colaboración de Dulcimer Songs. Los ingresos que se obtengan por la venta física y digital de este álbum van a parar a los refugiados a través de la ONG "Quesada Solidaria". Víctor vuelve a grabar su canción "Para un homenaje a Miguel Hernández", 
Es una canción escrita en 1976 destinada a un homenaje, que no llegó a celebrarse, en la Orihuela natal del poeta.
Para Víctor Manuel, "el descubrimiento de Miguel fue un choque brutal. No se podía escribir tan bien, tener tanto coraje... En su vida personal, en su literatura.
A toda nuestra generación nos impactó de una forma tremenda".
En 2018 se edita  Casi nada está en su sitio. Disco con canciones nuevas después de diez años.
Recibió numerosos galardones y reconocimientos a lo largo de su carrera, incluyendo premios de la música, medallas de mérito y elogios de la crítica especializada. En 2024 recibe el premio 'Espacio Cultural 19 10' en Mieres, su concejo natal.

## Libros
Como autor:
En 1972, la editorial andaluza recopila varias de sus letras en el libro titulado "Poemas de Víctor Manuel".
En 1996 escribió el libro "Diario de ruta"(ediciones B), se trata de un cuaderno de notas de la gira "El gusto es nuestro".
En 2005, punto de lectura saca una selección de sus mejores letras, en el libro titulado "Quererte tanto me cuesta nada", frase extraída de la canción España camisa blanca" que escribió para Ana Belén.
En 2007, Temas de hoy recopila todas sus letras en un extenso libro titulado "Vivir para cantarlo ", con prólogo de Joaquín Sabina.
En 2015 publica sus memorias, en un libro titulado "Antes de que sea tarde" con la editorial Aguilar.
En 2019 editó el libro "El gusto es mío" (editorial Aguilar), en el que trazaba toda su trayectoria a base de recetas, recuerdos gastronómicos y olores.
Sobre su figura:
En 1974 el novelista Héctor Vázquez Azpiri, analizó la carrera del cantautor en un libro con el título "Víctor Manuel" de la colección Los juglares, Ediciones Júcar.
En 1994 se publica otro libro también titulado "Víctor Manuel" en esta ocasión de la colección llamada los autores, coeditado por la SGAE y Luca editorial, producido por Susana Montes y Alfredo Zapatero y con textos de Francisco G. Orejas. El libro analiza su trayectoria y discografía.
En 2018 ve la luz el libro titulado "Ana Belén y Víctor Manuel", los latidos de un país. Escrito por Luis García Gil y publicado por Efe Eme, en esta ocasión se habla de la figura de él y de su pareja sentimental y en ocasiones artística.

## Discografía[10]
Singles y Epés
- Primer disco / Por caridad / Ninette / Y sin embargo (1966)
- Tus cosas / Mucho (1966)
- Un gran hombre / Lejano, lejano (1966)
- El mendigo / La romería (1968)
- El abuelo Vítor / Paxarinos (1968)
- El tren de madera / El cobarde (1968)
- En el portalín de piedra / Ya se escuchan las panderetas (1969)
- Mis recuerdos / Un cura de aldea (1969)

Álbumes de Estudio
- Víctor Manuel y su tierra (1970)
- Víctor Manuel (1970)
- Víctor Manuel (1971)
- Verde (1973)
- Estos versos escritos con dolor (1973)
- Los grandes artistas Vol. 2 (1973)
- Todos tenemos un precio (1974)
- Cómicos (1975)
- Víctor Manuel 10 (1976)
- Spanien (1977)
- Canto para todos (1977)
- Soy un corazón tendido al sol (1978)
- Luna (1980)
- Ay amor (1981)
- Por el camino (1983)
- El lanzador de cuchillos (1984)
- Qué te puedo dar (1988)
- Tiempo de cerezas (1989)
- El delicado olor de las violetas (1990)
- A donde irán los besos (1993)
- Sin memoria (1996)
- Cada uno es como es (1999)
- El hijo del ferroviario (2001)
- El perro del garaje (2004)
- No hay nada mejor que escribir una canción (2008)
- Casi nada está en su sitio (2018)
- La vida en canciones (2022)

Álbumes Colaborativos
- Al diablo, con amor (Con Ana Belén) (1973)
- Víctor y Ana En Vivo (Con Ana Belén) (1983)
- Para la ternura siempre hay tiempo (Con Ana Belén) (1986)
- Mucho más que dos (Con Ana Belén) (1994)
- En Blanco y Negro (Con Pablo Milanés) (1995)
- El gusto es nuestro (Con Ana Belén, Miguel Ríos y Joan Manuel Serrat) (1996)
- Dos en la carretera (Con Ana Belén) (2001)
- Una canción me trajo aquí (Con Ana Belén) (2005)
- Canciones regaladas (Con Ana Belén) (2015)
- El gusto es nuestro 20 años (Con Ana Belén, Miguel Ríos y Joan Manuel Serrat) (2016)

Álbumes En Directo
- En Directo (1976)
- En Directo (1985)
- Vivir para cantarlo (1999)
- Vivir para cantarlo (biografía de las canciones) (2012)
- 50 Años no es nada (2014)
- Sinfónico (2024)

## Filmografía

### Programas de televisión
| Año  | Programa          | Emisora                  | Rol                         | Ref.   |
| ---- | ----------------- | ------------------------ | --------------------------- | ------ |
| 2019 | Gente Maravillosa | Castilla-La Mancha Media | Invitado                    | [ 11 ] |
| 2022 | Dúos increíbles   | La 1                     | Concursante con Chema Rivas |        |